# 九孔 (藝人)
九孔（1967年4月26日—），本名呂孔維，台灣男諧星。

## 生平

### 空軍官校
九孔是中正國防幹部預備學校第七期學生，中華民國空軍軍官學校七十期生（實習大隊主任，空軍官校七十八年班，與中華民國陸軍軍官學校正期學生班第五十八期同屆）。原本他的志願是飛行員，但是在空軍官校四年級時，因為實習操作不良與降落錯誤而被飛行教官停飛，憤而退學。「九孔」這個綽號是在空軍官校時期取的，當時的教官喜歡替學員亂取暱稱，因為敵機把呂孔維當成靶機，就好像抓海鮮九孔一樣輕而易舉，所以就替他取了這個外號。

### 演藝事業
九孔後來經許效舜介紹至華視綜藝節目《連環泡》，轉而投入演藝圈。初進《連環泡》時，九孔演蚊子給製作人王偉忠看，王偉忠覺得攝影棚多個蚊子也無所謂，九孔得以加入《連環泡》。之後九孔在中天電視政治戲仿節目《全民最大黨》中常駐模仿，經典的模仿角色包括費翔、趙少康、董念台、周杰倫、胡婷婷、施寄青、張友驊、金恆煒、費玉清、MC HotDog、任賢齊、葉問、热比娅、犀利哥等數百位名人，甚至模仿超人、蒙娜麗莎、《午夜凶鈴》貞子、《達文西密碼》西拉、《哈利·波特》或《V怪客》主角等虛構角色；也因為在該節目表現突出，登上演藝事業的高峰。
雖然以模仿出名，但實際上九孔模仿並不是以「像」見長，反倒是越不像越有名。每次模仿，九孔手邊都會拿一個本尊的照片名牌，告訴觀眾他模仿的是誰（但亦有模仿相當到位之角色，如趙少康、董念台、張友驊）。關於這點，其實並不是一開始就設定好的效果，而是因為九孔想要增強自己模仿的信心，但沒想到反而成為個人特色，還曾使臺中市市長胡志強要求別再模仿其女兒胡婷婷。

## 個人生活
九孔嗜寫書法，並喜愛收藏硯台、墨寶，自高中起便拿著自己寫的春聯到市場上賣，出道後亦會在過年期間贈送自己寫的春聯給親友。2020年9月20日和小15歲的圈外女友登記結婚。

## 演藝作品

### 動畫電影配音
| 年份        | 片名               | 飾演   |
| 2005~2012年 | 《馬達加斯加》系列 | 長頸男 |
| 2017年      | 《十萬個冷笑話2》  | 時院長 |

### 電影
| 年份           | 片名                               | 飾演                   |
| 1999年         | 《條子阿不拉》                     | 走私犯                 |
| 2003年         | 《頑皮鬼》                         | 王半仙                 |
| 2006年         | 《魔鬼女教頭》                     | 盧家銘                 |
| 2007年         | 《四大金釵》 （賀歲片）            | 麻辣公公               |
| 2009年         | 《疯狂的赛车》                     | 李法拉                 |
| 2008年         | 《停車》                           | 開過戰鬥機的計程車司機 |
| 2010年         | 《三笑之才子佳人》                 | 毒砂掌                 |
| 2012年1月27日  | 《寶島大爆走》                     | 釣蝦場Rocker兄         |
| 2012年2月21日  | 《雙城計中計》                     | 王大帥                 |
| 2012年9月28日  | 《搶救老爸》                       |                        |
|                | 《蓋世謊言》                       |                        |
| 2013年         | 《瑪德2號》                        |                        |
| 2013年11月15日 | 《幸福快遞》                       | 呂孔維                 |
| 2014年         | 《分手達人》                       |                        |
| 2014年6月13日  | 《痞子遇到愛》                     | 馬卡龍                 |
| 2014年8月15日  | 《等一個人咖啡》                   | 外省黑道老大           |
| 2015年2月18日  | 《大囍臨門》                       | 隨從（小張）           |
| 2015年9月4日   | 《落跑吧愛情》                     |                        |
| 2016年         | 《陸垚知馬俐》                     | 賣場促銷人員           |
| 2016年         | 《泡沫之夏》                       | 西蒙                   |
| 2016年         | 《最萌身高差》                     | 咖啡廳老板             |
| 2016年         | 《先鋒之那時青春》                 | 團長                   |
| 2017年         | 《大夢西遊2鐵扇公主》(網絡電影)    | 唐僧                   |
| 2017年         | 《東北往事之破馬張飛》             |                        |
| 2017年         | 《坑爹遊戲》                       | 李医生                 |
| 2017年         | 《麻辣學院》                       |                        |
| 2018年         | 《王牌教師 麻辣出擊》              | 孔育英                 |
| 2018年         | 《西虹市首富》                     | 赖先生                 |
| 2018年         | 《无名之辈》                       | 王顺才                 |
| 2019年         | 《这个保安有点彪（上）》(網絡電影) |                        |
| 2019年         | 《搞怪奇妙夜》                     | 凱特劉                 |
| 2019年         | 《废柴老爸》(網絡電影)             | 画商                   |
| 2019年         | 《悠然见南山》                     | 老羅                   |
| 2019年         | 《一車四仆》                       | 劉德利                 |
| 2020年         | 《大神猴1降妖篇》(網絡電影)        | 功德掌門               |
| 2020年         | 《海霧》                           | 輪機長                 |
| 2020年         | 《亿万懦夫》(網絡電影)             | 乞丐                   |
| 2021年         | 《唐門：美人江湖》（網络電影）     | 小米辣                 |
| 2022年         | 《我不是酒神》（網络電影）         | 吴友亮                 |
| 2022年         | 《大话西游之缘起》（網络電影）     | 苏摩仙师               |
| 2022年         | 《野蛮女友》（網络電影）           | 王麻子                 |
| 2023年         | 《二龙湖往事：黄金劫》（網络電影） |                        |
| 2023年         | 《绝地追击》                       | 王鹤玖                 |
| 2024年         | 《废品飞车》（網络電影）           | 苟總                   |
| 2024年         | 《狂蟒之灾》（網络電影）           | 王松                   |
| 2024年         | 《欢迎来到我身边》                 | 孙大夫                 |
| 2024年         | 《脑洞大开》                       | 高教授                 |
| 2025年         | 《真爱找麻烦！》                   | 武志刚                 |
| 2025年         | 《二龙湖水怪》（網络電影）         | 水怪猎人               |
| 2025年         | 《奇迹之城》（網络電影）           | 王从光                 |

### 電視劇
| 年份   | 頻道         | 劇名                           | 飾演                   |
| 1993年 | 中視         | 《多情厝》                     | 徐紹雄                 |
| 1994年 | 中視         | 《火中蓮》                     | 九孔                   |
|        | 中視         | 《大巡按蕃薯官》假神仙、真騙子 | 佟鉸                   |
|        | 中視         | 《大巡按蕃薯官》天才騙騙騙     | 林天才                 |
| 1995年 | 台視         | 《濟公》畫中人                 | 三叔公                 |
| 1997年 | 中視         | 《大姊當家》                   | 阿吉                   |
| 1996年 | 中視         | 《天公疼好人》                 | 九孔                   |
| 1999年 | 台視         | 《台灣廖添丁》                 | 小金土太郎、小金土三郎 |
| 2000年 | 台視         | 《神仙動員令》米粉大俠         | 朱阿柳                 |
| 2000年 | 中視         | 《新梁山伯祝英台》             | 娄敬文                 |
|        | 三立台灣台   | 《鳥來伯與十三姨》             | 客串 阿倫              |
| 2003年 | 台視         | 《少年史艷文》                 | 秦假仙                 |
| 2004年 |              | 《女人要有钱》                 |                        |
| 2005年 | 公視、三立   | 《住左邊住右邊》               | 花愛國                 |
| 2005年 | 八大         | 《終極一班》                   | 客串 曾少宗父          |
| 2006年 | 中天         | 《國光異校》                   | 邵一軍                 |
|        | 中視         | 《翻滾吧！蛋炒飯》             |                        |
|        | 公視         | 《我在墾丁*天氣晴》            | 自殺男                 |
| 2008年 | 台視、三立   | 《無敵珊寶妹》                 | 阿爾                   |
| 2009年 | 華視         | 《開封有個包青天》             | 武雄                   |
| 2009年 | 中視         | 《老王同學會》                 | 經理                   |
| 2009年 | 民視         | 《金大班》                     | 童经理                 |
| 2010年 | 華視         | 《熊猫人》                     | 钱鼠                   |
| 2012年 | 公視         | 《回家》                       | 塗銳                   |
| 2013年 | 華視         | 《金牌老爸》                   | 林長貴                 |
| 2015年 | 中國大陸網劇 | 《剩斗士的店》                 | 李父                   |
| 2017年 | 中國大陸網劇 | 《生活大爆炒》                 | 总经理                 |
| 2019年 | 中國大陸網劇 | 《淑女飘飘拳》                 | 孔老師(客串)           |
| 2021年 | 網劇         | 《哎呦，棒球一夏》             | 孔育英                 |
| 2022年 | 中國大陸網劇 | 《仙琦小姐许愿吧》             | 钱老板                 |
| 待播   | 中國大陸     | 《当我们爱在一起》             | 沈公子                 |

### 電視節目
| 頻道        | 節目                                                                               |
| 中視        | 《超級像像像》                                                                     |
| 中視        | 《周日八點黨》                                                                     |
| 華視        | 《連環泡》（神經病飛行員）                                                         |
| 華視        | 《絕代雙椒》                                                                       |
| 華視        | 《摩登蛋頭族》                                                                     |
| 華視        | 《百戰百勝》                                                                       |
| 中天電視    | 《2100全民亂講》                                                                   |
| 中天電視    | 《全民大悶鍋》                                                                     |
| 中天電視    | 《全民最大黨》                                                                     |
| 中天電視    | 《全民大新聞》                                                                     |
| 中天電視    | 《吹牛擂台賽》遊戲節目主持（2006年9月18日至年末）                                  |
| TVBS        | 《女人我最大》（已未主持）                                                         |
| TVBS        | 《周末熊新聞》                                                                     |
| 新传媒U頻道 | 周末節目《爆笑新人王》三人評審之一（另兩位是鐘琴跟黃子佼，2006年10月起至2007年初） |
| 台視        | 《綜藝天王星》                                                                     |
| 中天電視    | 《瘋狂大悶鍋》                                                                     |
| 江蘇衛視    | 《星廚駕到》第一季季軍                                                             |
| 江蘇衛視    | 《星廚駕到》第二季                                                                 |

## 外部連結
- 九孔的Facebook專頁
- 九孔NineHole的新浪微博
- 九孔在互联网电影资料库（IMDb）上的資料（英文）
- 九孔在香港影庫上的簡介
- 九孔在豆瓣上的资料（简体中文）
- 九孔在时光网上的簡介（简体中文）

| 年份   | 獲提名         | 獎項                             | 結果 |
| ------ | -------------- | -------------------------------- | ---- |
| 2007年 | 《全民最大黨》 | 第42屆金鐘獎娛樂綜藝節目主持人獎 | 提名 |
| 2008年 | 《全民最大黨》 | 第43屆金鐘獎娛樂綜藝節目主持人獎 | 提名 |